# Tekellina
Tekellina là một chi nhện trong họ Theridiidae.